# Facultad de Ciencias Físico Matemáticas (Universidad Autónoma de Coahuila)
La Facultad de Ciencias Físico Matemáticas (FCFM) es una unidad académica de la Universidad Autónoma de Coahuila (UAdeC) orientada a la docencia e investigación en los campos de física y matemáticas. Cuenta con dos edificios ubicados en el campus Campo Redondo, en la ciudad de Saltillo, Coahuila.
Ofrece las carreras a nivel licenciatura de Ingeniería Física y Licenciatura de Matemáticas Aplicadas. A nivel posgrado cuenta únicamente con la Maestría en Matemática Educativa.

## Historia

### Escuela de Matemáticas
Durante la década de 1970 hubo varios intentos para la fundación de una facultad de ciencias exactas, pero ninguno tuvo éxito. Después en la década de 1980 también hubo un intento desde rectoría el cual tampoco tuvo éxito.
Fue hasta 1987 que en rectoría se encargo a un equipo conformado por: Francisco Javier Cepeda Flores; María del Carmen Orozco Esquivel, jefa del Departamento de Planeación Académica; José Almeda Alvarado y Alejandro Silva Ponce, auxiliares de dicho departamento y José Lino Samaniego Mendoza, un colaborador externo. Fue entonces que el rector Jaime Isaías Ortiz Cárdenas nombró al maestro en ciencias Francisco Cepeda como primer coordinador de la naciente Escuela de Matemáticas.
La primera planta de profesores fueron Humberto Madrid de la Vega, Silvia Carmen Morelos Escobar, Oscar Alfredo Palma Velasco,  Atala Sánchez Murillo y Francisco Javier Cepeda Flores para después integrarse en el siguiente semestre Oscar Martínez Ramírez, Jesús Alonso Campos y Cecilia Pérez Colín.
La primera generación fue de 30 alumnos, aunque el primer egresado se trató de Irma Delia García Calvillo, alumna de la segunda generación.

### Facultad de Ciencias Físico Matemáticas
En 2002 se abre la Maestría en Matemática Educativa, por la cual en el mismo año la Escuela de Matemáticas es elevada a Facultad de Matemáticas.
Con el paso del tiempo se noto la tendencia en la que algunos alumnos estudiaban la carrera de Licenciatura de Matemáticas Aplicadas para luego especializarse en Física, resultado de no encontrar otra forma de estudiar esta última en la región. Esto y el deseo desde el inició de Escuela de tener una carrera en Física les llevó a, en 2002, iniciar el proyecto de elaboración de la Licenciatura de Física.
Finalmente en 2003 se iniciaron los cursos de dicha licenciatura. Con esto se decidió cambiar otra vez el nombre, ahora a Facultad de Ciencias Físico Matemáticas quedándose con ese nombre hasta el día de hoy.

## Instalaciones

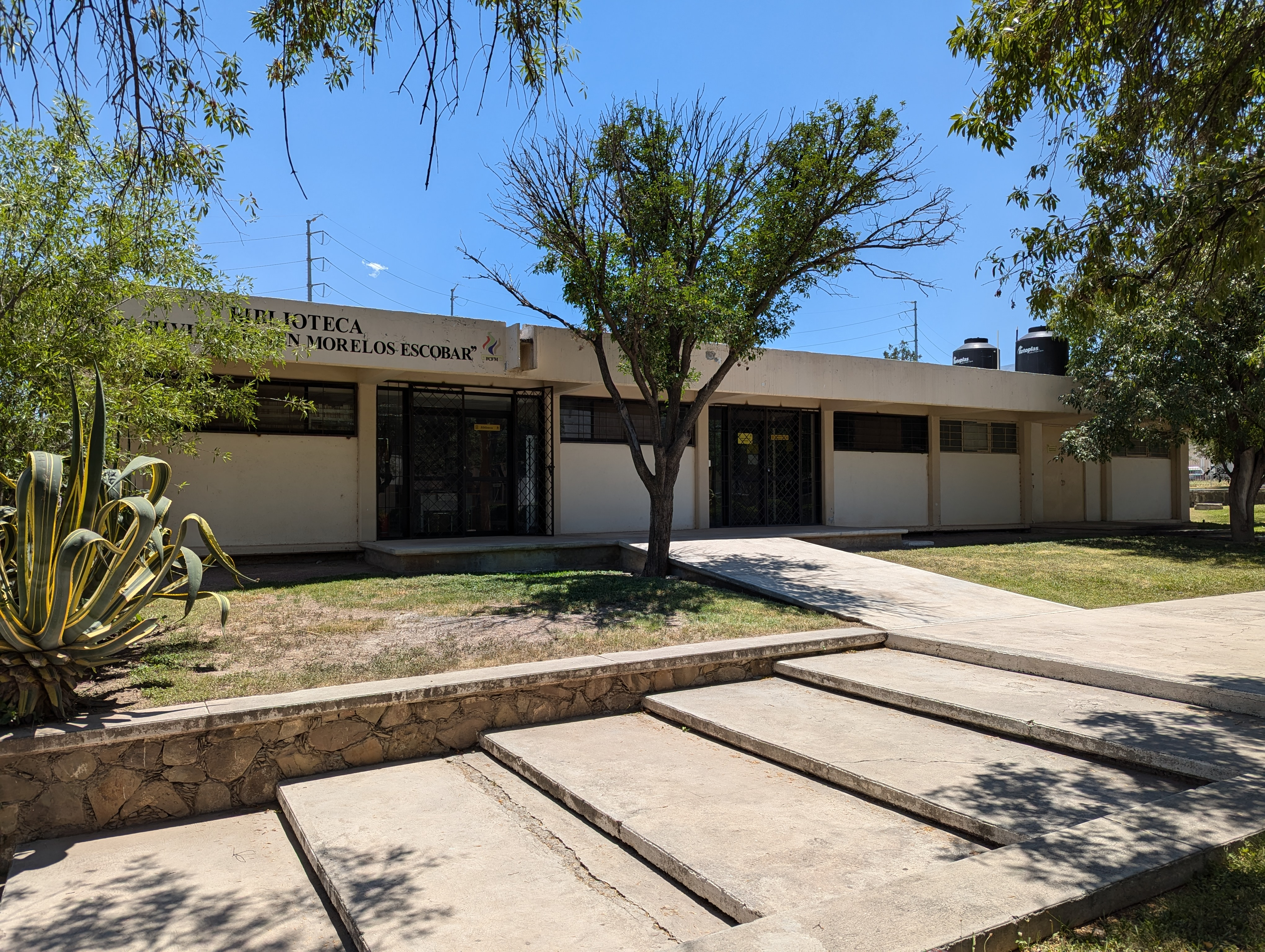
Edificio "B" en la parte trasera de la facultad.

La facultad cuenta con 2 edificios, uno es el edificio "A" en donde se imparten las cursos. Este cuenta con 4 salones para la carrera de Ingeniería Física, 4 salones para la de Licenciatura de Matemáticas Aplicadas y 2 para la Maestría en Matemática Educativa. Además cuenta con tres salones de computo; dos para pregrado y uno para posgrado.
En el edificio "B" se tiene una biblioteca y 2 espacios que albergan 5 laboratorios. Además de estos dos edificios, se cuenta con un laboratorio de Mecánica en la dirección de la Preparatoria Número 1 y uno de Astronomía en el techo del edificio de Dirección de Investigación y Posgrado.

## Directores
En la Universidad Autónoma de Coahuila los directores son electos por la base estudiantil y la planta docente en unas elecciones organizadas por el Consejo Directivo de cada facultad que funciona como colegio electoral. Se celebran elecciones cada 3 años donde cada director electo tiene derecho a una única reelección dando un periodo total máximo de 6 años. Como excepción a esto tenemos al Dr. David Benítez Mojica el cual renunció a su cargo en 2012.
| Nombre                          | Periodo     |
| ------------------------------- | ----------- |
| Francisco Javier Cepeda Flores  | 1987 - 1989 |
| José Lino Samaniego Mendoza     | 1989 - 1993 |
| Silvia Carmen Morelos Escobar   | 1993 - 1999 |
| Francisco Javier Cepeda Flores  | 1999 - 2005 |
| Emilio Padrón Corral            | 2005 - 2011 |
| David Benítez Mojica            | 2011 - 2013 |
| Julio Saucedo Zul               | 2013 - 2019 |
| Manuel Antonio Torres Gomar     | 2019 - 2025 |
| Carlos Eduardo Rodríguez García | 2025 - 2028 |

## Egresados destacados
- Antonio Hernández Gómez[6]
- Luis Alberto Zapata González[7]